# Morrison Hotel
Morrison Hotel (znany również jako Hard Rock Café) — piąty album studyjny amerykańskiego zespołu The Doors, wydany 9 lutego 1970 roku przez wytwórnię Elektra. Nazwa albumu została zapożyczona od przypadkowo spotkanego hotelu, nazywającego się właśnie "Morrison Hotel" i którego frontowa szyba widnieje na okładce płyty. Morrison Hotel był swojego rodzaju powrotem zespołu na piedestał rock bluesa po chłodno przyjętym albumie The Soft Parade i skandalu w Miami w 1969 roku.

## Lista utworów
| 1.  | "Roadhouse Blues"      | 4:03  |
|     |                        |       |
| 2.  | "Waiting for the Sun"  | 3:58  |
|     |                        |       |
| 3.  | "You Make Me Real"     | 2:53  |
|     |                        |       |
| 4.  | "Peace Frog"           | 2:51  |
|     |                        |       |
| 5.  | "Blue Sunday"          | 2:13  |
|     |                        |       |
| 6.  | "Ship of Fools"        | 3:08  |
|     |                        |       |
| 7.  | "Land Ho!"             | 4:10  |
|     |                        |       |
| 8.  | "The Spy"              | 4:17  |
|     |                        |       |
| 9.  | "Queen of the Highway" | 2:47  |
|     |                        |       |
| 10. | "Indian Summer"        | 2:36  |
|     |                        |       |
| 11. | "Maggie M'Gill"        | 4:23  |
|     |                        |       |
|     |                        | 37:19 |
|     |                        |       |
40th Anniversary Edition
| 1.  | "Talking Blues"                                           | 0:59  |
|     |                                                           |       |
| 2.  | "Roadhouse Blues" (Takes 1–3, nagrany 4 listopada 1969)   | 8:47  |
|     |                                                           |       |
| 3.  | "Roadhouse Blues" (Take 6, nagrany 4 listopada 1969)      | 9:26  |
|     |                                                           |       |
| 4.  | "Carol"                                                   | 0:56  |
|     |                                                           |       |
| 5.  | "Roadhouse Blues" (Take 1, nagrany 5 listopada 1969)      | 4:32  |
|     |                                                           |       |
| 6.  | ""Money Beats Soul""                                      | 1:04  |
|     |                                                           |       |
| 7.  | "Roadhouse Blues" (Takes 13–15, nagrany 5 listopada 1969) | 6:21  |
|     |                                                           |       |
| 8.  | "Peace Frog" (False Starts & Dialogue)                    | 2:00  |
|     |                                                           |       |
| 9.  | "The Spy" (wersja 2)                                      | 3:48  |
|     |                                                           |       |
| 10. | "Queen of the Highway" (Jazz Version)                     | 3:36  |
|     |                                                           |       |
|     |                                                           | 41:29 |
|     |                                                           |       |

## Personel
- Robby Krieger – gitara
- Jim Morrison – wokal
- Ray Manzarek – instrumenty klawiszowe
- John Densmore – perkusja